# Little Creek
Little Creek is een plaats (town) in de Amerikaanse staat Delaware, en valt bestuurlijk gezien onder Kent County.

## Demografie
Bij de volkstelling in 2000 werd het aantal inwoners vastgesteld op 195. In 2006 is het aantal inwoners door het United States Census Bureau geschat op 209, een stijging van 14 (7,2%).

## Geografie
Volgens het United States Census Bureau beslaat de plaats een oppervlakte van 0,3 km², geheel bestaande uit land. Little Creek ligt op ongeveer 6 m boven zeeniveau.

## Plaatsen in de nabije omgeving
De onderstaande figuur toont nabijgelegen plaatsen in een straal van 16 km rond Little Creek.